# Liv Morgan
Gionna Jene Daddio, meglio conosciuta con il ring name Liv Morgan (Morristown, 8 giugno 1994), è una wrestler statunitense sotto contratto con la WWE.
In carriera ha detenuto due volte il Women's World Championship, quattro volte il Women's Tag Team Championship e una volta il Crown Jewel Women's Championship di cui è la prima campionessa; ha inoltre vinto il Women's Money in the Bank nel 2022.

## Biografia
Gionna Daddio è nata a Morristown (New Jersey) ma è cresciuta ad Elmwood Park in una famiglia di origine italiana con quattro fratelli maggiori ed una sorella minore. Non ha mai conosciuto suo padre, in quanto questi è deceduto per un arresto cardiaco prima che lei nascesse. Daddio è un fan di lunga data del wrestling professionistico e partecipava al wrestling in cortile con i suoi fratelli.
Prima della carriera da wrestler, è stata una cheerleader e modella per la catena dei ristoranti Hooters.

## Carriera

### WWE (2015–presente)

#### NXT(2015–2017)

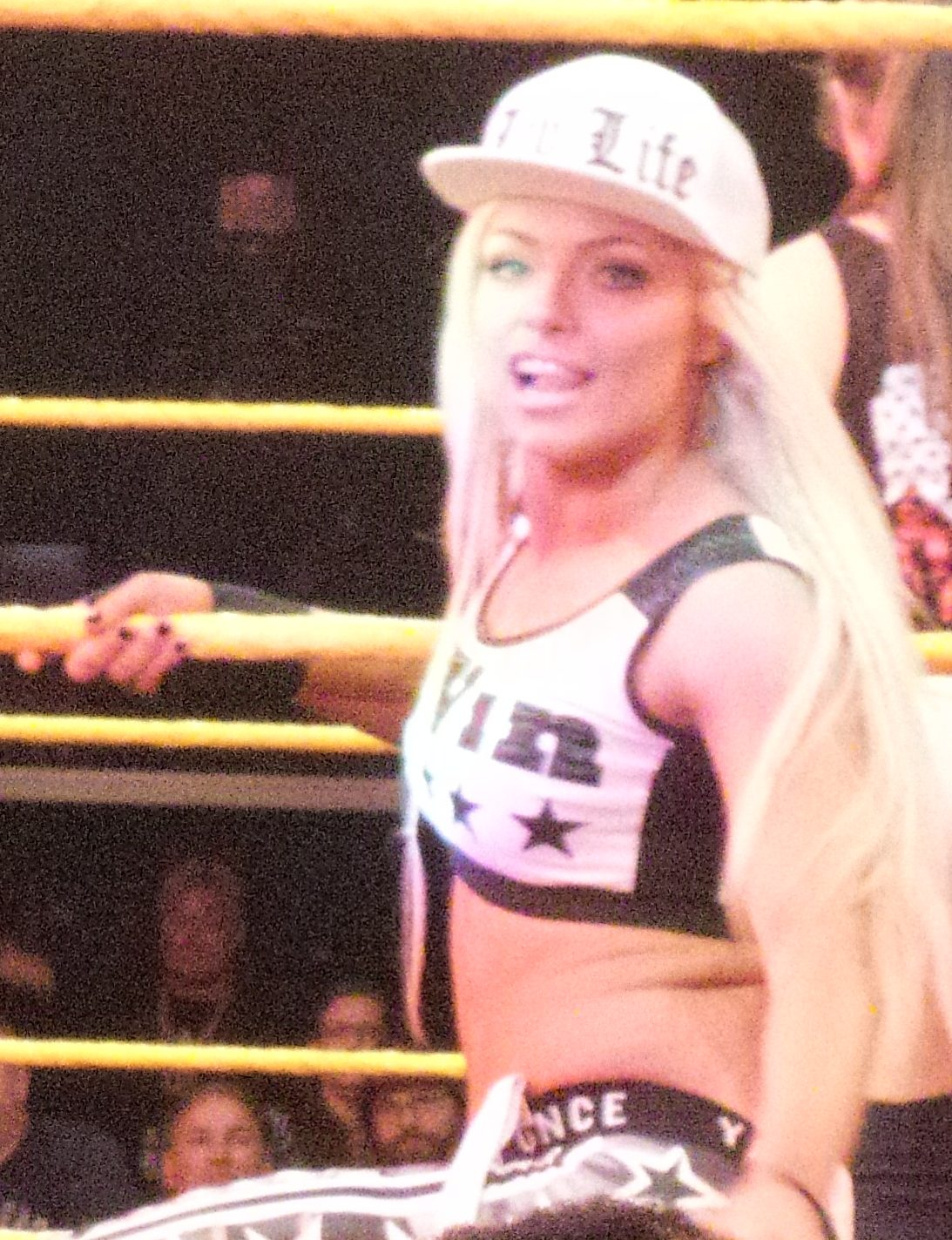
Liv Morgan nel 2017

Dopo essere stata scoperta presso la palestra di Joe DeFranco a Wyckoff (New Jersey) nel 2014, Gionna Daddio ha firmato un contratto con la WWE ed è stata assegnata al territorio di sviluppo di NXT. L'11 febbraio 2015 ha fatto la sua prima apparizione televisiva all'evento NXT TakeOver: Rival, nel ruolo di una fan scatenata di Tyler Breeze. È apparsa nuovamente il 20 maggio, a NXT TakeOver: Unstoppable, accompagnando Breeze durante il suo ingresso sul ring prima del match contro Finn Bálor.
Nel mese di ottobre ha combattuto alcuni dark match come "Marley", per poi fare il suo debutto come face nella puntata di NXT del 4 novembre, dove è stata sconfitta da Eva Marie. La Daddio ha fatto il suo ritorno il mese successivo, nella puntata di NXT del 2 dicembre, con il ring name "Liv Morgan", perdendo contro Emma. Il 13 gennaio 2016, Liv prende parte ad una 11-Women Battle Royal per determinare la prima sfidante all'NXT Women's Championship, ma viene eliminata da Alexa Bliss.
Il 14 settembre, Morgan sconfigge Rachel Fazio per sottomissione e lancia una sfida alla campionessa NXT Women's Asuka. La settimana seguente, tuttavia, perde contro Asuka in meno di un minuto.
Il 26 ottobre a NXT, interrompe il match tra Kay e Aliyah per attaccare Peyton Royce, causando la distrazione che permette ad Aliyah di sconfiggere Kay. Morgan affronta quindi Royce il 16 novembre a NXT, in un incontro che termina in squalifica a causa dell'interferenza di Kay, che attacca Morgan e Aliyah fino all'avvento di Ember Moon che la scaccia. Le tre partecipano in un six-person tag team match che le vede contrapposte a Kay, Royce e Daria Berenato nel corso della puntata del 23 novembre di NXT, dove il team della Morgan esce vincitore.

#### The Riott Squad (2017–2019)

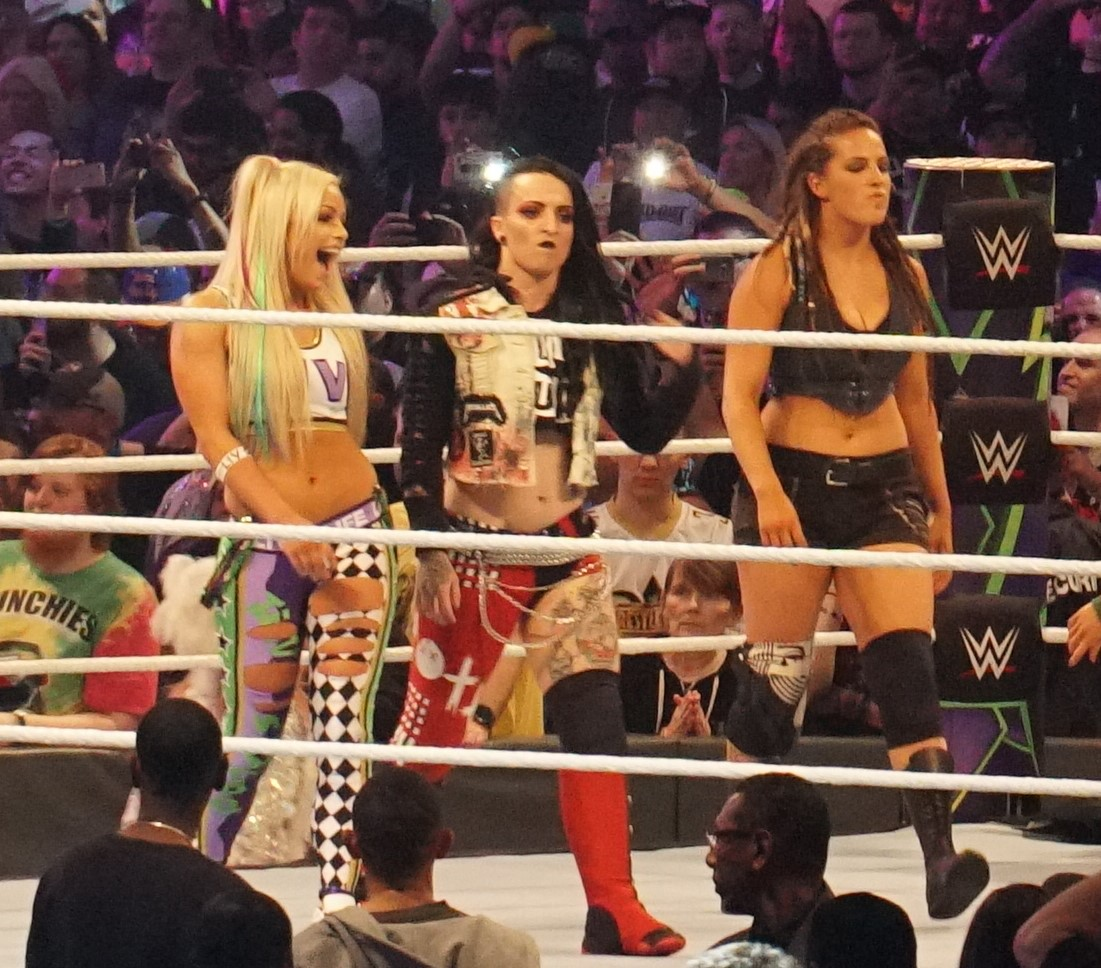
La Riott Squad (Liv Morgan, Ruby Riott e Sarah Logan nel 2018

Liv Morgan ha fatto il suo debutto nel roster principale come heel nella puntata di SmackDown del 21 novembre 2017, insieme a Ruby Riott e Sarah Logan, con cui ha formato la Riott Squad; le tre hanno attaccato brutalmente Becky Lynch e Naomi nel backstage e, in seguito, sono intervenute durante il match titolato tra Charlotte Flair e Natalya, facendolo terminare in no contest. La settimana seguente a SmackDown, il trio sconfigge Flair, Naomi e Natalya in un six-woman tag team match. Il 28 gennaio 2018, Morgan partecipa al primo royal rumble match femminile al pay-per-view Royal Rumble entrando sul ring per undicesima, ma viene eliminata da Michelle McCool. A WrestleMania 34 prende parte alla WrestleMania Women's Battle Royal, ma viene eliminata.

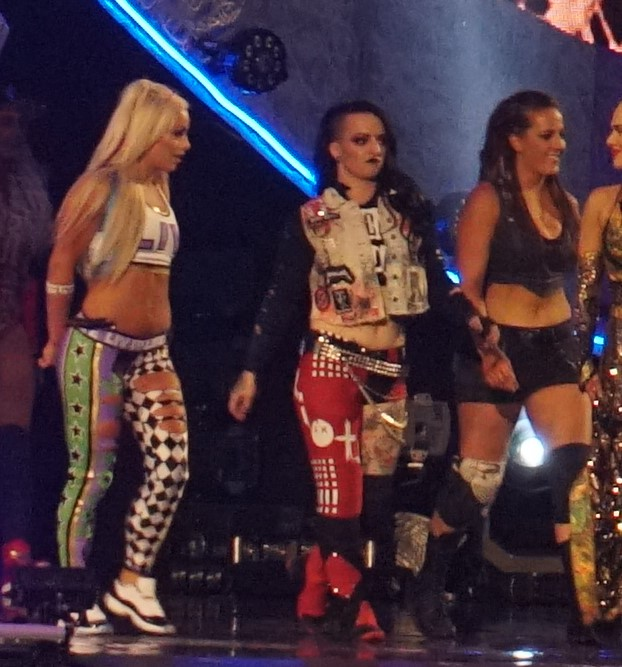
La Riott Squad a WrestleMania 34

Il 16 aprile la Riott Squad passa al roster di Raw per effetto del draft, e si fa subito notare interferendo nel match tra Bayley e Sasha Banks facendolo terminare in no contest. Il 24 settembre a Raw, Morgan viene messa realmente KO da Brie Bella per errore, la ragazza, colpita da un calcio alla testa, prosegue il match ancora per un po' prima di essere portata via. Al pay-per-view Evolution, la Riott Squad viene sconfitta da Natalya, Bayley e Sasha Banks. Il 27 gennaio 2019 alla Royal Rumble, Liv partecipa al Royal Rumble match femminile ma viene eliminata per prima dopo soli otto secondi, stabilendo il record negativo. Morgan e Logan lottano nel six-team Elimination Chamber match per l'assegnazione del WWE Women's Tag Team Championship all'omonimo pay-per-view, dove sono la terza coppia eliminata da Nia Jax e Tamina Snuka.

#### Competizione singola e regni titolati (2019–2023)
Con il Superstar Shake-up del 16 aprile 2019 Liv Morgan è stata trasferita nel roster di SmackDown, separandosi di fatto dal resto della Riott Squad. Il 16 luglio a SmackDown Live, Morgan effettua un turn face confrontandosi con Charlotte Flair e affrontandola in un match, dove però viene sconfitta per sottomissione.
Il 14 ottobre Liv Morgan torna a Raw per effetto del draft. Nel mese di dicembre irrompe durante la cerimonia del matrimonio (kayfabe) tra Bobby Lashley e Lana, interrompendo la funzione e dichiarando il proprio amore per Lana. Dopo che Lana l'aggredisce, Morgan si allea con Rusev, che aveva un feud in corso con Lana e Lashley. Morgan sconfigge Lana il 27 gennaio 2020 a Raw, e ancora una volta la settimana seguente. Al termine del feud con Lana, Morgan comincia una nuova rivalità con Ruby Riott, ex compagna di team nella Riott Squad. Il 2 marzo a Raw, Morgan sconfigge la Riott in un incontro arbitrato da Sarah Logan. All'evento Elimination Chamber dell'8 marzo, viene eliminata da Shayna Baszler. Nel pre-show di WrestleMania 36, Liv Morgan sconfigge Natalya. Successivamente continua il feud con la Riott sconfiggendola il 20 e 27 aprile a Raw.
Dopo una sconfitta rimediata contro Natalya il 22 giugno a Raw, Ruby Riott tenta di consolare la Morgan nel backstage, ma lei la respinge. Il 3 agosto a Raw, Riott le chiede di unirsi a lei così da riformare la Riott Squad, ma viene interrotta da The IIconics che sbeffeggiano le due. L'episodio sfocia in un tag team match dove Morgan e Riott sconfiggono le IIconics. A Payback, Morgan e Riott (ora ufficialmente come The Riott Squad) sconfiggono The IIconics, costringendole allo scioglimento per stipulazione del match. Per effetto del draft di ottobre, sia Morgan sia Ruby Riott passano al roster di SmackDown. Il 2 giugno Riott viene licenziata e la si scioglie nuovamente.
Dopo il licenziamento di Ruby Riott, tornò alla competizione singola e cominciò una faida con Carmella. Le due si affrontarono quasi ogni settimana a SmackDown, con Morgan spesso vincitrice. Nella puntata di SmackDown del 21 giugno 2021 venne inserita nel Women's Money in the Bank Ladder match come sostituta di Carmella. Il 18 luglio, a Money in the Bank, non riuscì a vincere la valigetta, che fu vinta da Nikki A.S.H. Successivamente riprese la faida con Carmella che terminò nel kickoff di Extreme Rules che la vide vittoriosa. Segue una breve parentesi in coppia e poi in faida con Rhea Ripley.
Qualificatasi per il Money in the Bank femminile vincendo un tag team match insieme ad Alexa Bliss contro Doudrop e Nikki A.S.H. nella puntata di Raw del 13 giugno 2022. Il 2 luglio, a Money in the Bank, Liv vinse il women's money in the bank ladder match che comprendeva anche Alexa Bliss, Asuka, Becky Lynch, Lacey Evans, Raquel Rodriguez e Shotzi, incassando il contratto della valigetta poco più tardi, quando schienò Ronda Rousey, dopo che questa aveva sconfitto Natalya in un match titolato. Liv Morgan vince quindi lo SmackDown Women's Championship, il suo primo titolo.. Dopo averlo difeso, con successo il titolo contro Ronda Rousey e Shayna Baszler, a Extreme Rules perde il titolo dopo 98 giorni di regno contro la stessa Rousey.
Il 28 gennaio 2023 al evento Royal Rumble, prende parte all'omonimo match entrando come seconda partecipante. Rimane sul ring per più di un'ora prima di essere eliminata per ultima dalla vincitrice Rhea Ripley. Durante l'anno ha preso ad Elimination Chamber dove combatte nell'omonimo match femminile ma è stata eliminata da Asuka e Natalya. Nella seconda serata di WrestleMania 39, fa coppia con Raquel Rodriguez durante un fatal four-way tag team match vinto da Ronda Rousey e Shayna Baszler. Sempre al fianco di Rodriguez, durante la puntata di Raw del 3 aprile, sconfiggono le Damage CTRL ottenendo la possibilità di sfidare le campionesse Becky Lynch e Lita per il WWE Women's Tag Team Championship. Nella puntata seguente, il 10 aprile, vincono il match titolato. Il regno si interruppe dopo 39 giorni, quando hanno reso i titoli vacanti a causa del infortunio alla spalla di Liv Morgan.
Nella puntata di SmackDown del 23 luglio Morgan ritorna, il 1º luglio a Money in the Bank riescono a riconquistare i titoli del WWE Women's Tag Team Championship battendo Ronda Rousey e Shayna Baszler. Dopo 16 giorni perdono i titoli contro Sonya Deville e Chelsea Green anche a causa della interferenza di Rhea Ripley nel backstage prima del loro match. Per vendicarsi Morgan voleva affrontare Rhea Ripley, ma il match non iniziò poiché la Mami ha attaccato la rivale con una sedia d'acciaio infortunandola alla spalla.

#### Judgment Day e faida con Rhea Ripley (2024-presente)
Dopo una pausa di 6 mesi per infortunio, torna durante Royal Rumble 2024, dove prende parte all'omonimo match con il numero 30 ma, per il secondo anno consecutivo, viene elimina per ultima da Bayley dopo aver eliminato a sua volta Zoey Stark e Jade Cargill. Anche ad Elimination Chamber: Perth è stata l'ultima ad essere eliminata, questa volta da Becky Lynch.
Fuori dai ranghi titolati per WrestleMania XL, nella puntata di Raw dell'8 aprile attaccò nel backstage la Women's World Champion Rhea Ripley, la quale si infortuna e deve quindi rendere il titolo vacante la settimana successiva, muovendo il primo passo per "prendersi tutto quello che è suo" come detto in un'intervista. Il titolo viene rimesso in palio in una battle royal la settimana seguente, dove Morgan viene nuovamente eliminata per ultima e per mano di Becky Lynch. Le due si affrontarono anche a King & Queen of the Ring, dove Morgan riuscì a trionfare diventando la nuova campionessa, grazie all'interferenza accidentale di Dominik Mysterio, braccio destro della Ripley. Due giorni dopo a Raw, avvenne la rivincita in uno steel cage match, ma anche in questo caso è Morgan a trionfare dopo una altra interferenza di Mysterio, baciandolo contro la sua volontà al termine dell'incontro. Nelle puntate seguenti, provò a sedurre il figlio di Rey Mysterio, ma pur mostrando molti tentennamenti il ragazzo la rifiuta. Durante il suo regno aiutò Finn Bàlor e JD McDonagh, membri del Judgment Day, a vincere il World Tag Team Championship contro gli Awesome Truth.
Nella puntata dell'8 luglio, Dominik fece squadra con Liv Morgan contro suo padre e Zelina Vega dove ne uscirono vincitori e mentre i due erano in procinto di baciarsi fece il suo ritorno Rhea Ripley, mettendo in fuga la campionessa. La settimana successiva, Ripley sfidò la campionessa a SummerSlam, con quest'ultima che accettò. Arrivati all'evento, Morgan riuscì a sconfiggere la sfidante grazie all'aiuto di Dominik che tradì così la Mami, baciando la campionessa. Nella puntata seguente di Raw, la campionessa si unì ufficialmente al Judgment Day, mentre furono espulsi sia Ripley che Damian Priest. A Bash in Berlin, il 31 agosto successivo, Dominik e Morgan vennero sconfitti da Priest e Ripley in un mixed tag team match. La faida tra le due proseguì a Bad Blood dove le due si affrontarono con il titolo in palio con Dominik rinchiuso sopra al ring in una gabbia per squali. L'incontro fu vinto da Rhea Ripley ma per squalifica a causa dell'interferenza della rientrante Raquel Rodriguez, che si schierò con la campionessa.
A Crown Jewel, la Morgan sconfisse Nia Jax, attuale detentrice del WWE Women's Championship, diventando la prima campionessa del WWE Women's Crown Jewel Championship. Nella puntata di Raw del 11 novembre, Morgan insieme a Raquel Rodriguez fallirono l'assalto ai WWE Women's Tag Team Championship detenuti da Bianca Belair e Jade Cargill. Il 30 novembre successivo a Survivor Series: WarGames 2024, partecipò al WarGames femminile insieme a Raquel Rodriguez, Candice LeRae, Nia Jax e Tiffany Stratton venendo sconfitte da Rhea Ripley, Bayley, Bianca Belair, Iyo Sky e Naomi. A Saturday Night's Main Event XXXVII, sconfisse Iyo Sky in un match valido per il titolo. Alla première di Raw su Netflix, perde il titolo dopo 226 giorni di regno contro Rhea Ripley. Alla Royal Rumble, entrò con il numero #2 eliminando Natalya ed Alexa Bliss e restando nel ring per 1 ora e 7 minuti stabilendo un nuovo record di permanenza, che venne successivamente battuto da Roxanne Perez.
Nell'episodio del 24 febbraio, insieme a Raquel Rodriguez vinsero i WWE Women's Tag Team Championship per la terza volta, sconfiggendo Bianca Belair e Naomi. A WrestleMania 41 le due ragazze hanno perso i titoli di coppia contro Lyra Valkyria e la rientrante Becky Lynch che sostituisce l'infortunata Bayley, ma dopo solo un giorno sono riuscite a riconquistare le cinture nella puntata di Raw.
Nella puntata del 2 giugno di Raw, Liv perse un triple threat match con in palio un posto nel Money in the Bank Ladder match, vinto da Stephanie Vaquer. Due settimane dopo Liv Morgan subisce una lussazione alla spalla durante un incontro con Kairi Sane. Questo infortuno terrà Liv lontano dal ring per diversi mesi.

## Personaggio

### Mosse finali
- Jersey Codebreaker (Single knee facebreaker)
- Oblivion (Springboard reverse STO)

### Soprannomi
- "The Miracle Kid"
- "Ms. Money in the Bank"

## Titoli e riconoscimenti
- Pro Wrestling Illustrated
  - 17ª tra le 150 migliori wrestler femminili nella PWI Women's 150 (2022)[92]
  - 12ª tra le 250 migliori wrestler femminili nella PWI Women's 250 (2024)[93]
- WWE
  - WWE Women's Tag Team Championship (4) – con Raquel Rodriguez[6]
  - Women's World Championship (2)[94]
  - Women's Money in the Bank (2022)[7]

## Filmografia

### Cinema
- La stanza degli omicidi (The Kill Room), regia di Nicol Paone (2023)

### Televisione
- Chucky – serie TV, episodio 2x04 (2023)